# A lyga (1996/1997)
Sezon 1996/1997 był 8. edycją A lygi - rozgrywek o mistrzostwo Litwy.

## Grupa mistrzowska
|    | Klub                   | M  | Z  | R  | P  | Br+ | Br- | Pkt |
| -- | ---------------------- | -- | -- | -- | -- | --- | --- | --- |
| 1. | Kareda Szawle          | 28 | 19 | 7  | 2  | 61  | 12  | 64  |
| 2. | Žalgiris Wilno         | 28 | 17 | 5  | 6  | 56  | 19  | 56  |
| 3. | Inkaras Kowno          | 28 | 15 | 8  | 5  | 41  | 19  | 53  |
| 4. | FBK Kowno              | 28 | 12 | 5  | 11 | 33  | 31  | 41  |
| 5. | Ekranas Poniewież      | 28 | 8  | 10 | 10 | 28  | 32  | 34  |
| 6. | Panerys Wilno          | 28 | 6  | 8  | 14 | 20  | 40  | 26  |
| 7. | Atlantas Kłajpeda      | 28 | 4  | 6  | 18 | 21  | 66  | 18  |
| 8. | Žalgiris-Volmeta Wilno | 28 | 3  | 7  | 18 | 19  | 60  | 16  |

## Grupa spadkowa
|     | Klub                     | M  | Z  | R | P  | Br+ | Br- | Pkt |
| --- | ------------------------ | -- | -- | - | -- | --- | --- | --- |
| 9.  | Lokomotyvas Wilno        | 26 | 15 | 8 | 3  | 44  | 13  | 53  |
| 10. | Ranga-Politechnika Kowno | 26 | 14 | 8 | 4  | 27  | 9   | 50  |
| 11. | Mastis Telšiai           | 26 | 13 | 4 | 9  | 29  | 24  | 43  |
| 12. | Banga Gargždai           | 26 | 12 | 6 | 8  | 35  | 22  | 42  |
| 13. | Tauras Taurogi           | 26 | 10 | 2 | 14 | 24  | 33  | 32  |
| 14. | Interas Visaginas        | 26 | 7  | 4 | 15 | 26  | 37  | 25  |
| 15. | FK Ukmergė               | 14 | 5  | 3 | 6  | 13  | 13  | 18  |
| 16. | Panerys-2 Wilno          | 26 | 3  | 3 | 20 | 14  | 61  | 12  |

## Król strzelców
14 goli - Remigijus Pocius (Kareda Szawle)